# The Winery Dogs
The Winery Dogs byla americká rocková kapela založená roku 2012 v New Yorku. Jejími zakládající členy jsou Billy Sheehan, Richie Kotzen a Mike Portnoy.

## Diskografie

### Studiová alba
| Rok  | Titul                                                                                      | Nosiče                       | JPN | USA | CAN | FIN | Additional North American Chart Positions |
| ---- | ------------------------------------------------------------------------------------------ | ---------------------------- | --- | --- | --- | --- | --- |
| 2013 | The Winery Dogs - Vydáno: 5. května (Japan) 23. července (Worldwide) - Label: Loud & Proud | - Digital download - CD - LP | 18  | 27  | 115 | 39  | - #3 – Top Alternative Albums - #4 – Top Independent Albums - #4 – Tastemakers - #5 – Top Rock Albums - #8 – Top Internet Albums - #30 – Canada Top Internet Albums |
| 2015 | Hot Streak - Vydáno: 2. října 29. září (AllMusic) - Label: Three dog music                 | - Digital download - CD - LP | 30  | 30  |     |     | |

### Živá (live) alba
| Rok  | Titul              | Nosiče  | Země     |
| ---- | ------------------ | ------- | -------- |
| 2014 | Unleashed in Japan | DVD, LP | Japonsko |